# Chips de síntesis de voz LPC Texas Instruments
Los chips de síntesis de voz LPC son una serie de circuitos integrados de procesador de señal digital para síntesis de voz creados por Texas Instruments a partir de 1978. Continuaron desarrollándose y comercializándose durante muchos años, aunque el departamento de síntesis de voz se movió varias veces dentro de TI hasta que finalmente se disolvió en finales de 2001. Los derechos del subconjunto específico de síntesis de voz de la línea MSP, la última línea restante de productos de habla de TI a partir de 2001, se vendieron a Sensory, Inc. en octubre de 2001.

## Teoría
Los datos de voz se almacenan mediante codificación predictiva lineal excitada por tonos (PE-LPC), donde las palabras se crean mediante un filtro reticular alimentado selectivamente por una ROM de excitación (que contiene una forma de onda de pulso glotal) o un LFSR (registro de desplazamiento de retroalimentación lineal) generador. La codificación predictiva lineal logra una gran reducción en el volumen de datos necesarios para recrear datos de voz inteligibles.

## Historia
El TMC0280 / TMS5100 fue el primer sintetizador de voz LPC de circuitos integrados autónomo que se haya creado. Fue diseñado para Texas Instruments por Larry Brantingham, Paul S. Breedlove, Richard H. Wiggins, y Gene A. Frantz, y su silicio fue presentado por Larry Brantingham. El chip fue diseñado para el proyecto 'Spelling Bee' en TI, que luego se convirtió en Speak & Spell. Un "Spelling B" con menos datos de voz se lanzó al mismo tiempo que Speak & Spell.
Todos los chips de voz TI LPC hasta que la serie TSP50cxx utilizó la arquitectura PMOS y la codificación LPC-10 en un formato especial específico de TI.
Los chips en la serie de habla de TI LPC fueron etiquetados como TMCxxxx o CDxxxx cuando fueron utilizados por la división de productos de consumo de TI, o etiquetados como TMS5xxx (más tarde TSP5xxx) cuando se venden a terceros.

## Familia de chips de síntesis de voz
1978
- TMS5100 (TMC0281, el nombre interno de TI es '0280', por lo tanto, el chip a veces se etiqueta como TMC0280): Primer chip de voz LPC. Usó una interfaz serial personalizada de 4 bits que usa TMS6100 o ROM de máscara TMS6125; utilizado en todas las versiones no súper del Speak & Spell[6][7] a excepción de la versión del Reino Unido de 1980, que utilizó el TMC0280/CD2801 a continuación.[8] Se vende públicamente como TMS5100. También se usó en el juguete Byron Petite Electronic Talking Typewriter.[9] Reemplazado en 1979 por TMS5100A y TMS5110.

- TMC0280 AKA CD2801: usado en el Speak & Math,[10] Speak & Read,[11]   y el TI Language Translator/Language Tutor.[12]  El pin, pero no la función compatible con TMS5100/TMC0280, tiene una LPC diferente y una tabla Chirp ligeramente diferente.  La revisión F del CD2801 / Dieto soluciona un error del interpolador.
- TMS5100A: la reducción de TMS5100 / TMC0281. Diferencias muy pequeñas en la función, utiliza die rev F, arreglando un error en el interpolador. Usado en el Century Video System[13] plataforma arcade Utiliza la tabla de chirp original.
- TMS5110: Tiene tablas LPC actualizadas (que en su mayoría coinciden con 5220, ver más abajo). Pin, pero no funciona compatible con TMS5100. Reemplazado por TMS5110A. Fue usado en el Monkgomery juguete de marionetas hecho por Hasbro. Una versión SDIP de este chip se vendió en algún momento como el "TMS5111". Utiliza la tabla de chirp 'final'.
- TTMS5200 (AKA CD2501E, el nombre interno de TI es '0285', por lo tanto, el chip a veces se etiqueta como TMC0285): Se agregó una interfaz FIFO paralela de 8 bits; diseñado para ser utilizado por la división de consumidores de TI para el módulo de voz TI 99 / 4A; también se usó en la 4ª generación del tablero de habla Squawk and Talk de las mesas de pinball de Bally/Midway (número de pieza AS-2518-61), en la versión de gabinete ambiental de juego arcade de Bally/Midway Discs of TRON, en las tarjetas antiguas del Apple II Echo 2 cartas, y en los juegos de arcade Zaccaria, Jack Rabbit y Money Money, y las máquinas de pinball Zaccaria, Pinball Champ y Soccer Kings. Reemplazada por TMS5220 a fines de 1980/1981, y posiblemente vendida como acciones baratas de "venta por incendio" en 1982–1983. Utiliza la mesa de chirrido 'final'.
- CD2802: una versión del TMS5100 / 5110 con diferentes tablas LPC y Chirp, no es lo mismo que el TMS5100 (A) o el TMS5110 (A). Solo se usa en Touch and Tell, nunca se vende fuera de la empresa.[14][15]  Utiliza su propia tabla de chirp, única.
- TMS5110A (tras 1985: TSP5110A): Die retractilado de TMS5110, compatible con pin y función. Se utiliza en al menos dos productos de computadora para el hogar. Fue utilizado en el juego de arcade Bagman por Valadon Automation, por Omnicron Electronics en el TCC-14 Talking Clock / Calendar, y en el juego de arcade A.D. 2083 por Midcoin. Se utiliza en el sistema de monitoreo de vehículos de alerta de voz electrónica Chrysler. Utiliza la mesa de chirrido 'final'.
- TMS5220 (AKA CD2805E?): Versión mejorada del TMS5200, pin pero no compatible con la función (tiene nuevas tablas LPC); utilizado en (más tarde) las tarjetas Apple II Echo 2, (rumor) en la última ejecución de los módulos de voz TI 99 / 4A, en la BBC Micro, en el juego de arcade de fútbol de la NFL de Bally / Midway, y en muchos juegos de arcade de Atari, Inc. , incluyendo Star Wars, Firefox, Return of the Jedi, Road Runner, The Empire Strikes Back. Más tarde, los juegos de arcade de Atari utilizaron el TMS5220C, ver más abajo. El TMS5220 también se usó en las máquinas de pinball Zaccaria Farfalla, Devil Riders, Time Machine, Magic Castle, Robot, Clown, Pool Champion, Blackbelt, México '86, Zankor y Spooky. El TMS5220 también se usó en las máquinas de arcade Venture Line's Looping y Sky Bumper, Olympia's Portraits y Exidy's Victory y Victor Banana.[16] Reemplazado por TMS5220C en 1983/1984. Utiliza la mesa de chirrido 'final' HP 82967A Módulo de síntesis de voz, que agrega vocabulario de 1500 palabras a las computadoras de la serie 80.

1983
- TMS5220C (después de 1985: TSP5220C): tiene los dos comandos NOP que la interfaz FIFO paralela ha sido reelaborada para controlar la velocidad de voz, agregado restablecimiento completo externo; cambios menores aparentes en la forma en que los valores de energía afectan a las tramas sin voz. De lo contrario, idéntico, compatible con pin, y un reemplazo directo al TMS5220. Utilizado en los juegos de arcade de Atari, Indiana Jones and the Temple of Doom, 720 °, Gauntlet, Gauntlet II, A.P.B., Paperboy, RoadBlasters, Vindicators Part II y, finalmente, Escape from the Planet of Robot Monsters. También se utiliza en el adaptador de voz IBM PS/2 y en el adaptador de voz RS-232 de Pacific Educational Systems. Fabricado en la década de 1990.

1985
- TSP50C50: CMOS, usa LPC-12 en lugar de LPC-10, usa TMS60C20 256Kb / 32KiB ROM en serie en lugar de TMS6100. Utiliza tablas LPC 'D6' y tablas de chirridos, que eran comunes para toda la serie TSP50Cxx. Se ha construido en filtro analógico de paso bajo. Fabricado en la década de 1990.

1986
- TSP50C40 (más tarde el MSP50C40): TSP50C50 más un simple microcontrolador de 8 bits con ROM de máscara en chip. Se utilizó en varios productos de la división de consumo de TI. fue nombrado CM54129 / CM54169 por el speak&music.[17]

1987 y posteriores
- Varios otros productos TSP50Cxx, que agregaron más ROM/RAM, eliminaron completamente la interfaz serial, etc.
- El producto del microcontrolador TSP53C30 emula un PE-LPC TMS5220, pero también tiene soporte para D6 LPC y salida de sonido PCM.
- Tras 1997, la línea sin microcontroladores TSP se eliminó gradualmente en favor de los miembros específicos de la línea de MSP, que tienen microcontroladores. En octubre de 2001, TI vendió a Sensory, Inc. los derechos del subconjunto específico de voz de la línea de chips MSP (familia de chips MSP50C6XX) a Sensory, Inc. Sensory cambió el nombre de los chips a la línea Sensory SC-6x.[18]
- En octubre de 2007, Sensory anunció que ya no aceptaría nuevos envíos de máscaras para la línea SC-6x. Los pedidos de chips con máscaras existentes se seguirán aceptando durante al menos el próximo año.

Los dispositivos complementarios y todas las versiones del chip de síntesis de voz eran el TMS6125NL (a.k.a. TMC0355 a.k.a. TMS7125) de 128Kbit (16KiB) TPS6125NL (a.k.a. TMC0355 a.k.a.a.TMS7125) con interfaz de 4 bits que se etiquetó con palabras programadas para un producto específico. Todas las  versiones de la serie de chips LPC hasta el TSP50Cxx eran soportadas. Todas las  versiones del TMS6100 aparentaban tener 128Kbit/16KiB de contenido, independientemente de los rumores al contrario.